# Tunupa (volcan)
Pour l’article homonyme, voir Tunupa (divinité).
Le Tunupa est un volcan de Bolivie, à la limite des départements d'Oruro et de Potosí. Situé sur la limite septentrionale du salar d'Uyuni, ce volcan, d'une altitude de 5 321 mètres, tire son nom de la divinité éponyme, vénérée dans la région de l'altiplano bolivien et péruvien. Le sommet s'élève d'environ 1 800 mètres par rapport au plateau environnant. Le Tunupa a été actif du Miocène jusqu'au Pléistocène, avant que des glaciers ne se forment à son sommet.
Situé en plein cœur de l'altiplano bolivien, le Tunupa se trouve cependant à plus d'une centaine de kilomètres à l'est de l'arc volcanique principal de la cordillère des Andes. La région connaît depuis quelques décennies un regain d'intérêt, grâce notamment au développement du tourisme autour du salar, et des excursions de plusieurs jours organisées au départ des villes d'Uyuni et Tupiza. L'ascension du volcan se fait à partir du versant sud, et du petit village de Coqueza, situé au bord du salar.
Les pentes du volcan abritent une grotte dans laquelle sont conservées plusieurs momies inca. Dans la mythologie aymara, Tunupa est représenté comme une divinité liée à plusieurs légendes portant sur l'origine du salar d'Uyuni.